# Río Bèze
El Bèze es un río francés en el departamento de Côte-d'Or, en la región de Borgoña-Franco Condado. Es un afluente derecho del Saona y, por tanto, un subafluente del Ródano.
El río nace en la cueva Crétanne en el pueblo de Bèze, luego atraviesa varios municipios en sus 31,2 km de curso antes de desembocar en el Saona en Vonges. Su fuente es la salida de una vasta red subterránea alimentada por el Tille y el Venelle. Se ha diseñado un paseo alrededor del manantial, que es una de las principales atracciones turísticas de la región.
La cuenca del río Bèze y de su principal afluente, el Albane, riega el país de Saône Vingeanne, en una superficie total de 250 kilómetros cuadrados. A lo largo de su curso, el paisaje alterna entre zonas boscosas y grandes áreas de cultivos, prados para el ganado y estanques. La cuenca alberga cuatro espacios naturales de interés por su ecología, fauna y flora.
La ocupación humana a lo largo del río comenzó ya en el Paleolítico. En la Galia romana, el santuario de Mirebeau-sur-Bèze, situado en un importante eje de comunicación, era un lugar importante en la región. El lugar fue ocupado por la Legio VIII Augusta, que construyó un imponente campamento militar. En la Edad Media, el río fue testigo de la fundación de la Abadía Saint-Pierre de Bèze, lugar de encuentro para la peregrinación de San Prudente de Narbona. En la época moderna se fundó la Poudrerie nationale de Vonges en la desembocadura del Bèze, que se utilizó con fines industriales. Sigue siendo un importante edificio patrimonial.
La fauna y la flora son similares a las del ecosistema del Saona, con predominio de la trucha. Sin embargo, muchas estructuras hidráulicas tienen un fuerte impacto en las especies fluviales. La calidad del agua del Bèze y sus afluentes se considera mediocre debido a los nitratos procedentes de las actividades agrícolas y ganaderas a lo largo del curso del río. El Bèze y su cuenca no presentan riesgos naturales importantes.